# Khalen Young
Pour les articles homonymes, voir Young.
Khalen Young (né le 20 novembre 1984 à Perth) est un coureur cycliste australien, spécialiste du bicycle motocross (BMX).

## Biographie
En 2007, Khalen Young est médaillé d'argent du championnat du monde de BMX. L'année suivante, le BMX est pour la première fois aux programmes des Jeux olympiques, à Pékin. Khalen Young n'y participe cependant pas, afin d'être présent à la naissance de son fils.
Il est sélectionné pour représenter l'Australie aux Jeux olympiques d'été de 2012. Il participe à l'épreuve de BMX. Lors de la manche de répartition, il réalise le 17e temps. En quarts de finale, il termine quatrième de sa série et se qualifie pour les demi-finales. Lors de celles-ci disputées sur trois courses, il termine 7e et 8e des deux premières manches. Il ne prend pas le départ de la troisième manche et se classe huitième au général de sa série. Il est éliminé et ne dispute pas la finale réservée aux quatre premiers de chaque série.
Il met fin à sa carrière à l'issue de ces Jeux olympiques.

## Palmarès en BMX

### Jeux olympiques
- Londres 2012
  - Éliminé en demi-finales du BMX

### Championnats du monde
- 2007
  -  Médaillé d'argent du championnat du monde de BMX
- 2009
  - 8e du championnat du monde de BMX
- 2010
  - 8e du championnat du monde de BMX
- 2011
  - 12e du championnat du monde de BMX
- 2012
  - 39e du championnat du monde de BMX

### Coupe du monde
- 2007 : 7e, vainqueur de la manche de Madrid
- 2008 : 31e
- 2009 : 44e
- 2010 : 34e
- 2011 : 9e
- 2012 : 21e

### Championnats d'Océanie
- 2011
  -  Médaillé d'argent du championnat d'Océanie de BMX

### Championnats d'Australie
- 2007
  -  Champion d'Australie de BMX